# 鄂畢-烏戈爾諸語言
鄂畢-烏戈爾諸語言是烏拉爾語系的下分支，主要指漢特語和曼西語這兩種語言和其方言分支，與烏戈爾語支組成芬蘭-烏戈爾語族。鄂畢-烏戈爾諸語言的使用人口分布於俄羅斯中部烏拉山脈、鄂畢河和額爾齊斯河地區。
烏戈爾語支發源自烏拉山脈南部的森林，俄羅斯人在500年前把大部分使用烏戈爾語支的人口逼往東部的鄂畢河和額爾齊斯河，其餘的人口則留在烏拉山脈以西直至20世紀初期後受突厥語族影響。匈牙利語則早在公元前11世紀獨立發展，在發音、語法和詞彙方面與鄂畢-烏戈爾諸語言截然不同。
1930年前鄂畢-烏戈爾諸語言沒有文字，在1937年後才採用以西里爾字母為基礎的文字系統，但這文字系統沒有重要文獻或官方用途。
雖然漢特語和曼西語非常相似，但兩者不能互通，曼西語和漢特語現時使用人口分別約3,800和14,280人。少數語言學家認為是鄂畢-烏戈爾諸語言是語言聯盟，即漢特語和曼西語在互相影響下逐漸同化。